# PRIO
A PRIO (antiga PetroRio) é uma empresa brasileira de capital aberto com foco na produção de petróleo e gás, no investimento e na recuperação de ativos em produção, especializada na gestão eficiente de reservatórios e no desenvolvimento de campos maduros.
A Companhia é dedicada também à produção, exploração, comercialização e transporte de petróleo e gás natural. Atualmente, é a maior petroleira privada do Brasil.

## Histórico
Fundada em outubro de 2008, no Rio de Janeiro, com o nome de BN 16 Participações, e transformada em sociedade anônima de capital fechado em 2009, quando passou a se chamar HRT Participações em Petróleo.
Em 2010, abriu capital na antiga Bovespa (atual B3) e, em janeiro de 2015, mudou o seu nome para PetroRio. Em junho do mesmo ano, as ações ordinárias da empresa começaram a ser negociadas na Bovespa, sob o nome de pregão PetroRio e código de negociação PRIO3. Cerca de 80% dos colaboradores são acionistas da Companhia, que incentiva a aquisição de ações por parte dos funcionários por meio de um programa de stock options estruturado.
Em 2015, concluiu a compra dos 40% restantes do Campo de Polvo, somando aos 60% que já haviam sido adquiridos em 2014 pela HRT. Em 2018, realizou a segunda fase do plano de revitalização do Campo de Polvo, que consistiu na perfuração de três novos poços, com investimento de US$ 50 milhões.
A primeira etapa, realizada no primeiro trimestre de 2016, já havia trazido aumento de 20% na produção e nos volumes de reservas do campo. Com o sucesso das novas perfurações de 2018, 2020 e 2021, o Campo de Polvo teve a sua vida útil economicamente viável prolongada pelo menos até 2037.
Utilizando a sua linha de estratégia para aquisição de novos ativos em produção, anunciou, no início de 2017, a conclusão da compra de 100% do capital da Brasoil. Com a transação, a empresa assumiu uma participação de 10% no Campo de Gás Natural de Manati, localizado na Bacia Camamu-Almada, assim como dois blocos exploratórios na Bacia da Foz do Amazonas.
Em outubro de 2018, fez a compra da Frade Japan Petroleum, detentora de 18,26% de participação na concessão do Campo de Frade. O negócio se deu por um processo competitivo e resultou no aumento de aproximadamente 25% na produção e 150% nas reservas de óleo da empresa. Em 2019, a Companhia adquiriu mais 51,74% do Campo, em negociação com a Chevron, e, no final do mesmo ano, os 30% restantes foram adquiridos da Petrobras. Atualmente, é dona de 100% do Campo de Frade.
Em agosto de 2020, passou a ser operadora do Campo de Tubarão Martelo, com participação de 80%, incluindo o FPSO OSX-3, atual FPSO Bravo. A aquisição possibilitou a realização do tieback entre o Campo de Polvo e o de Tubarão Martelo.
Em novembro do mesmo ano, anunciou a aquisição de 35,7% de participação no Campo de Wahoo e 60% do bloco exploratório BM-C-32 (Campo de Itaipu), o que levou a Companhia pela primeira vez ao pré-sal. Após nova transação em 2021, detém 63,4% de Wahoo.
No fim de 2021, anunciou que o consórcio do qual fazia parte foi selecionado pela Petrobras para começar as negociações exclusivas para aquisição dos Campos de Albacora e Albacora Leste. Em abril de 2022, assinou o Contrato de Compra e Venda para a aquisição de participação de 90% na operação do Campo de Albacora Leste.
Em maio de 2022, a marca foi atualizada e passou a se chamar PRIO. O novo nome partiu da sigla da empresa na B3, onde as suas ações são negociadas desde 2010. Atualmente, a PRIO se consolida como a principal petroleira independente de origem brasileira, tornando-se uma das dez maiores produtoras de petróleo do país.
Em 1º setembro de 2022, a PetroRio anunciou a compra da Dommo Energia (antiga OGX). Em 24 de outubro foi aprovada a incorporação da empresa pela PetroRio. Com a transação, a companhia passou a deter 100% do campo de Tubarão Martelo.

### Tieback Polvo – Tubarão Martelo
Em julho de 2021, a PRIO concluiu a interligação (tieback) entre os campos de Polvo e Tubarão Martelo, tornando a Companhia a primeira empresa independente a criar um cluster privado de produção de campos maduros na região da Bacia de Campos.
O projeto de interligação entre a plataforma Polvo-A e o FPSO Bravo, que teve duração total de 11 meses - tempo recorde para uma operação desse porte -, reduziu os custos operacionais correspondentes ao valor de aluguel do FPSO Polvo e gastos com manutenção e diesel.

## Campos de petróleo

### Campo de Polvo
Localizado a 100 km do município de Cabo Frio (RJ), na Bacia de Campos, o Campo de Polvo foi o primeiro ativo de produção da PRIO. Adquirido em 2013, é 100% operado pela PRIO, sendo o principal ativo de produção de petróleo da empresa. Em 2016, a Companhia investiu mais de US$ 11 milhões para o incremento da extração de óleo desse campo, utilizando-se de tecnologias pioneiras no Brasil. O investimento possibilitou a extensão da vida útil de Polvo, aumentando a sua produção com o declínio natural dos campos de petróleo.
O Campo de Polvo produz cerca de 10 mil barris por dia, por meio de duas unidades offshore: a plataforma fixa Polvo A e o FPSO Polvo. Da plataforma fixa, são operados os poços produtores, que escoam a produção por meio de um duto até o FPSO (sigla em inglês para Unidade Flutuante de Tratamento, Armazenamento e Transferência de Óleo e Gás), que tem capacidade de processar, em média, 100 mil barris por dia e de estocar até um milhão de barris.
Em janeiro de 2014, a PRIO assumiu a gestão do Campo de Polvo. Desde então, as melhorias operacionais realizadas pela empresa tornaram esse campo um dos mais eficientes do Brasil. Em abril de 2018, a PRIO fez a perfuração do primeiro poço e integrou o Projeto de Revitalização de Polvo, que englobava a perfuração de três poços ao longo de seis meses, com o objetivo de incrementar o volume de óleo recuperável, possibilitando a extensão da vida econômica no campo. Em 2021, a PRIO informou que concluiu a interligação entre os campos de Polvo e Tubarão Martelo, representando uma economia de US$ 50 milhões por ano para a empresa.

### Campo de Manati
O Campo de Manati fica na Bacia de Camamu-Almada, a 65 km de Salvador (BA). É um dos maiores produtores de gás não associado do Brasil, atende cerca de 30% da demanda de gás do Nordeste e cumpre um papel estratégico para o desenvolvimento da região.
Em 2016, após a compra da Brasoil, a PRIO passou a deter uma participação de 10% no consórcio de Manati, operado pela Petrobras. Com a sua experiência, a PRIO passou a contribuir com o aumento constante da eficiência do campo, sempre com o menor custo possível, dentro dos mais elevados padrões de segurança.
No ano de 2022, a PRIO encerrou o acordo de venda de fatia em Manati para a Gas Bridge, “uma vez que as condições precedentes não foram cumpridas dentro do prazo previsto em contrato”. O campo é administrado pelo consórcio formado por Petrobras (35%), Enauta (45%), PetroRio (10%) e Geopark (10%).

### Campo de Frade
Localizado na Bacia de Campos, a 125 km de Cabo Frio (RJ) e a 172 km do Campo de Polvo, produz comercialmente desde o início de 2009. A PRIO aderiu à concessão em outubro de 2018, quando adquiriu a Frade Japan Petroleum, que detinha 18,26% de participação e tornou-se a operadora do campo no final de janeiro de 2019, período em que adquiriu outros 51,74% da Chevron.
Atualmente, o Campo de Frade produz cerca de 20 mil barris de petróleo/dia (Mbbl/d) por meio de poços que, interligados aos risers, levam o petróleo até o FPSO, um navio com capacidade para processar, em média, 100 mil barris de fluido por dia e armazenar até 1,5 milhões de barris de óleo. Sob a gestão da PRIO, ocorreu a completa revitalização do campo, no primeiro semestre de 2022. Com as modificações, foi possível prolongar a vida útil e aumentar a produção no local.

### Campo de Wahoo
O Wahoo é um bloco exploratório no pré-sal da Bacia de Campos, com potencial para produzir mais de 140 milhões de barris (100% do campo). Teve descoberta de óleo em 2008 e, dois anos depois, foi realizado o teste de formação. O campo está situado entre 30 e 35 km de Frade, com lâmina d’água de 1.400 metros e com reservatório carbonático na camada do pré-sal a uma profundidade de 5 a 7 mil metros. Em 2021, a PRIO passou a deter cerca de 64,3% do campo, com a compra de 28,6% no Bloco BM-C-30, no campo de Wahoo, na Bacia de Campos.
De excelente qualidade, o óleo do campo possui 30º API, baixa viscosidade e gás associado, que é utilizado para a geração de energia do FPSO de Frade. Com o desenvolvimento do campo, a PRIO formará mais um cluster de produção e compartilhará toda a sua infraestrutura com o Campo de Frade, incluindo o FPSO. Assim, será possibilitada a captura de diversas sinergias, resultando em mais uma forte e sustentável redução de lifting cost.

### Campo de Tubarão Martelo
Em 2020, a PRIO anunciou a aquisição de 80% do Campo de Tubarão Martelo – onde a unidade de Produção Armazenamento e Transferência de Óleo e Gás (FPSO) encontra-se afetada, bem como a aquisição da embarcação OSX-3. A soma de investimento foi de US$ 140 milhões (cerca de R$ 600 milhões). As duas transações permitiram a integração entre os campos de Polvo, já operado pela PRIO, e Tubarão Martelo, ambos na Bacia de Campos (RJ).
Em julho de 2021, a PRIO concluiu a conexão entre os campos de Polvo e Tubarão Martelo (TBMT), que faz parte do Projeto Fênix, que teve investimento de US$ 45 milhões e garante a extensão da vida econômica do novo polo para até 2037, representando um acréscimo de mais de 10 anos.

## Ativos Exploratórios

### Pirapema/FZA-M-539 (100% PRIO)
- Descoberta de gás natural na bacia da foz do Amazonas;
- Dois poços perfurados;
- Estimativa de reservas potenciais de 18 milhões de metros cúbicos de gás natural, com possibilidade de expansão para até 28 milhões de metros cúbicos;
- Lâmina d’água: 130 m.

### FZA-M-254 (100% PRIO)
- Ativo de óleo;
- Fase de estudos para avaliação de potencial e programação de perfurações de poços.

### CE-M-715 (50% PRIO)
- Ativo de óleo;
- Estudos estão sendo conduzidos para avaliação de possíveis campanhas de perfuração.

### ITAIPU (60% PRIO)
- Ativo de óleo;
- Encontra-se próximo ao cluster Parque das Baleias e estudos preliminares realizados indicam que a acumulação é potencialmente compartilhada com a região Sudeste do cluster;
- O desenvolvimento da área poderá passar por um processo de unitização, antes de qualquer definição de desenvolvimento.

## Ações Sociais
Em julho de 2017, a Companhia anunciou o patrocínio ao Instituto Reação, ONG do ex-judoca Flávio Canto que promove a inclusão social por meio do esporte. A marca investiu R$ 500 mil na formação de atletas. Para anunciar a parceria, a PRIO promoveu uma competição de judô em alto mar, em uma plataforma na Bacia de Campos. Na ocasião, Nelson Queiroz Tanure declarou que a PRIO irá apostar muito em pessoas comprometidas e empenhadas.
Em 2022, a PRIO segue investindo em ações que valorizam o esporte, a cultura e o social. Além da parceria longa e de sucesso com o Instituto Reação, a Companhia também patrocina o Instituto Todos na Luta, ONG que incentiva o esporte por meio do boxe localizada na Favela do Vidigal, no Rio de Janeiro, é patrocinadora oficial do Teatro Casa Grande, entre outras ações.
Em janeiro de 2024 a PRIO tornou-se a principal patrocinadora do Instituto Vini Jr, entidade criada em 2020 pelo jogador de futebol, Vinícius Júnior e, com este fato, ela irá fortalecer a estrutura do instituto, com mais investimentos em pesquisa e desenvolvimento, além de testar e desenvolver novas tecnologias sociais, e não somente ser fonte de um simples patrocínio. O Instituto Vini Jr. é apoiado em três pilares: Educação como base; Tecnologia como ferramenta; e Esporte como linguagem.